# Sirpa-Kaarina Nygren
Sirpa-Kaarina Nygren (Nokia, 6 aprile 1961) è un'ex cestista finlandese.

## Carriera
Con la Finlandia ha disputato Campionati europei del 1981.